# Poľanovce
Poľanovce – słowacka wieś i gmina (obec) w powiecie Lewocza w kraju preszowskim.
Pierwsze wzmianki o wsi pochodzą z 1270 roku.
Centrum wsi leży na wysokości 553 m n.p.m. Gmina zajmuje powierzchnię 12,222 km². W 2011 roku zamieszkiwały ją 182 osoby.